# Копп, Владислав Владимирович
Владисла́в Влади́мирович Копп (род. 13 февраля 1969, Ермак, Павлодарская область, Казахская ССР, СССР) — российский актёр кино и дубляжа, радиоведущий. Наиболее известен как бессменный автор и ведущий культовой передачи «Модель для сборки».

## Биография
Родился 13 февраля 1969 года в городе Ермак Казахской ССР.
С 1987 по 1989 год служил в войсках гражданской обороны Сибирского военного округа.
В 1993 году окончил Высшее театральное училище имени М. С. Щепкина (курс В. Сафронова).
В конце 1993 года увидел в газете «Московский комсомолец» объявление о кастинге радиоведущих от компании «BIZ Enterprises», в которой на тот момент планировали запустить собственную радиостанцию. Владислав успешно прошёл кастинг. Однако после того, как планы компании по созданию радио провалились, Владислав был приглашён на образованный к тому времени телеканал BIZ-TV. В период с 1994 по 1998 год он был ведущим музыкальных новостей на данном канале, вплоть до его закрытия в России.
С 1995 по 2001 год был одним из ведущих программы «Модель для сборки» на радиостанции «106,8 FM». Программа представляла собой чтение отечественных и зарубежных литературных произведений под музыку диджея. С 1995 года Владиславом было записано более 2000 моноспектаклей «Модели для сборки».
В январе 1997 года Копп становится начальником рекламно-производственного отдела «Станции 106,8 FM», а в апреле того же года — её программным директором. Через два месяца он покидает этот пост.
В 2000 году он получает приглашение сыграть роль солдата по прозвищу Штык (Копп пробовался на эту роль годом раньше, но не был выбран продюсерами) в сериале, основанном на полнометражном фильме «ДМБ» по сценарию Ивана Охлобыстина. Эта роль считается наиболее успешным появлением Владислава Коппа в кино.
После закрытия радиостанции «106,8 FM» программа «Модель для сборки» также появлялась в эфире радиостанций «Серебряный дождь» и «Энергия» (впоследствии — «NRJ»). В 2002 году прямые эфиры телевизионной версии программы выходили под названием «Элементы» на телеканале «Муз-ТВ». В 2002—2003 годах Владислав озвучивал анонсы на этом канале.
С 2003 года актёр активно сотрудничает с большинством российских локализаторов компьютерных игр и игровых журналов.
С 25 апреля 2007 года Копп записывает «Модель для сборки» в виде подкаста специально для Samsung MP3 Club.
С ноября 2007 года является диктором программы «Ты не поверишь!» на НТВ. Также озвучивал программы этого же канала «Безумный день» (2008), «Жизнь как песня» (2013), «Как на духу» (2013), «За гранью» (с 2021).
С 2010 года принимает участие в дубляже фильмов и мультфильмов, выходящих в российский прокат.
23 февраля 2012 года была попытка возобновить вещание передачи на радио, «Модель для сборки» стала выходить на радиостанции Пионер FM. Но 16 апреля 2012 года радиостанция прекратила свою трансляцию на Москву.

### Личная жизнь
Супруга (до 2017 года) — Полина Щербакова, партнёр по озвучиванию некоторых проектов, в том числе участвовала в передаче «Модель для сборки» в нескольких записях, вышедших в виде подкастов при поддержке Samsung. Есть сын Всеволод, родившийся 22 декабря 2010 года.

## Фильмография
- 1994 — Ноктюрн для барабана и мотоцикла
- 2001—2002 — ДМБ (ДМБ: 002, ДМБ: 003, ДМБ: 004, ДМБ: Снова в бою) — рядовой Владислав Михайлович Каширский («Штык»)
- 2002 — Свободная женщина
- 2004 — Личный номер — аналитик АТШ
- 2006 — Виола Тараканова. В мире преступных страстей — ведущий телеканала (фильм «Фокус-покус от Василисы Ужасной»)
- 2007 — Живописная авантюра — распорядитель торгов
- 2010 — Счастливы вместе — продавец мужской одежды (серия «Смотреть нельзя потрогать»)
- 2012 — Москва 2017 — ведущий новостей
- 2022 — Бука. Моё любимое чудище — робот Степан (озвучка)

## Компьютерные игры
- 2002 год — Warcraft III — Кел’Тузад
- 2005 год — Need for Speed: Most Wanted — Кларенс «Рэйзор» Каллахан
- 2006 год — Need for Speed: Carbon — Дариус
- 2006 год — Hitman: Blood Money — Агент 47
- 2007 год — World of Warcraft  —  Иллидан Ярость Бури
- 2008 год — Mirror's Edge — Меркури «Мерк»
- 2008 год — Far Cry 2 — Анто Канкарас, Фрэнк Билдерс
- 2008 год — Need for Speed: Undercover — лейтенант Джек М. Келлер
- 2008 год — Left 4 Dead — Луис
- 2009 год — Дальнобойщики 3: Покорение Америки — Николас Перепелов
- 2010 год — Mafia 2 — Вито Скалетта
- 2011 год — Crysis 2 — Чайно
- 2011 год — Deus Ex: Human Revolution — Уильям Таггарт
- 2012 год — Medal of Honor: Warfighter — Динго
- 2012 год — Hitman: Absolution — Агент 47
- 2013 год — Dota 2 — Арк Варден, Сайленсер
- 2013 год — Beyond: Two Souls — Филлип Холмс
- 2013 год — Knack — Гандахар
- 2014 год — Thief — Виттори
- 2015 год — Ведьмак 3: Дикая Охота — Эскель
- 2016 год — Dishonored 2 — Корво
- 2017 год — Prey — Вальтер Даль
- 2017 год — Knack II — Гандахар
- 2018 год — Far Cry 5 — отец Джером Джеффрис
- 2018 год — Кровная вражда: Ведьмак. Истории — Рассказчик[14]

## Аудиокниги
- Ричард Бах «Иллюзии»
- Виктор Пелевин «Поколение П»
- Виктор Пелевин «Проблема верволка в Средней полосе» (авторский текст в радиоспектакле)
- Борис Акунин «Сказки для идиотов»
- Рэй Брэдбери «Марсианские хроники»
- Михаил Успенский «Приключения Жихаря»
- Роберт Шекли, Харлан Элиссон «Я вижу: человек сидит на стуле и стул кусает его за ногу»